# Chrestomathie
Une chrestomathie (du grec ancien khrestos, utile, et mathein, savoir ; la prononciation [kʁɛs.tɔ.ma.si] se maintient à côté de [kʁɛs.tɔ.ma.ti]) est une anthologie de textes choisis parmi des œuvres d'auteurs réputés classiques, notamment assemblée pour l'apprentissage d'une langue. 

## Quelques chrestomathies
- Paul Aebischer, Chrestomathie franco-provençale, 1950, Berne
- Louis Jacques Bresnier[1], La Djaroumia, l’Anthologie, la Chrestomathie arabe et les Principes élémentaires de la langue arabe.
- Louis Jacques Bresnier, Chrestomathie arabe, Lettres, Actes et Pièces diverses, avec traduction française en regard, Alger, Librairie Adolphe Jourdan, 1871
- Caspar Decurtins[2], Chrestomathie rhéto-romanche.
- Hartwig Derenbourg et Jean Spiro, Chrestomathie élémentaire de l'arabe littéral, avec un glossaire, 1885
- Hermann Wilhelm Ebel[3], section vieil irlandais de August Schleicher, Indogermanische Chrestomathie, 1869
- Albert Henry[4], Chrestomathie de la littérature en ancien français, 1953
- Joseph Loth[5], Chrestomathie bretonne, armoricain, gallois, cornique. Paris, Émile Bouillon Libraire-éditeur, 1890.
- Auguste-François Maunoury[6], Chrestomathie ou Recueil de morceaux gradués tirés des auteurs grecs, à l'usage des commençants, avec dictionnaire. Delagrave, Poussielgue-Rusand, Paris, 1856
- (en) E. Panoussi & R. Macuch: New Syrian Chrestomathy., Harrassowitz, Wiesbaden 1974
- Gaston Paris[7] et E. Langlois, Chrestomathie du Moyen Âge, extraits publiés avec des traductions, des notes, une introduction grammaticale et des notices littéraires (1897)
- Proclos[8], Chrestomathie (consacrée aux poètes du cycle troyen)
- Éloi Ragon, Chrestomathie grecque, J. de Gigord éditeur, Paris, 1914
- Olivier-Charles-Camille-Emmanuel Rougé[9], Chrestomathie égyptienne, ou Choix de textes égyptiens transcrits, traduits et accompagnés d'un commentaire perpétuel et précédés d'un abrégé grammatical, (1867-1876)
- Antoine-Isaac Silvestre de Sacy, Chrestomathie arabe, ou extraits de divers écrivains arabes, tant en prose qu’en vers, à l’usage des élèves de l'École spéciale des Langues Orientales vivantes, 3 volumes, Paris, 1806, 2e édition, 1826
- Henri Sensine, Chrestomathie française du XIXe siècle, Paris, 1902. Choix de poésies francophones.
- Nadine Stchoupak, Chrestomathie sanskrite, préfacée par Louis Renou, publication de l'institut de civilisation indienne, Librairie d'Amérique et d'Orient, Adrien Maisonneuve, Jean Maisonneuve successeur, Paris, 1977, 88 pages
- Jude Stéfan[10], Epitomé ou Chrestomathie à l’usage des débutants en littérature, Le Temps qu’il fait, 1993
- Garcin de Tassy[11]Chrestomathie hindie et hindouie à l'usage des élèves de l'École spéciale des langues orientales vivantes, 1849
- Alexandre Vinet[12], Chrestomathie française, 1829
- A. Chassang[13], Chrestomathie grecque à l'usage des commerçants, Garnier, 1887
- Le site Rosetta Code[14] se décrit comme une Chrestomathie des langages de programmations, 2007
- Louis Lazare Zamenhof, Chrestomathie fondamentale de l'espéranto (Fundamenta Krestomatio)

## Sources
- Dictionnaire de l’Académie française, huitième édition, (1932-1935)
- Informations lexicographiques et étymologiques de « chrestomatie »  dans le Trésor de la langue française informatisé, sur le site du Centre national de ressources textuelles et lexicales
- Catalogue de la BnF.